# Zaidatul Husniah Zulkifli
Zaidatul Husniah Zulkifli (* 20. August 1993 in Alor Setar) ist eine malaysische Leichtathletin, die sich auf den Sprint spezialisiert hat.

## Sportliche Laufbahn
Erstmals trat Zaidatul Husniah Zulkifli bei den Asienmeisterschaften 2013 in Pune international in Erscheinung, bei denen sie im 100- und 200-Meter-Lauf in der ersten Runde ausschied. Anschließend gelangte sie bei der Sommer-Universiadein Kasan über 100 Meter bis in das Halbfinale und schied dort mit 12,42 s aus. Bei den Südostasienspielen in Naypyidaw belegte sie in 12,13 s den fünften Platz über 100 Meter und schied über 200 Meter mit 25,17 s im Vorlauf aus. 2015 wurde sie bei den Südostasienspielen in Singapur in 11,93 s Vierte über 100 Meter sowie in 24,18 s Sechste über 200 Meter und gewann mit der malaysischen 4-mal-100-Meter-Staffel in 45,41 s die Bronzemedaille. Über 100 Meter nahm sie erneut an den Studentenweltspielen in Gwangju teil und erreichte erneut das Halbfinale. 2016 nahm sie an den Hallenasienmeisterschaften in Doha teil und erreichte dort über 60 Meter das Halbfinale. Im Sommer nahm sie für Malaysia an den Olympischen Spielen in Rio de Janeiro teil und schied dort über 100 Meter bereits in der ersten Runde aus. 2017 verpasste sie bei den Asienmeisterschaften in Bhubaneswar als Vierte über 100 Meter nur knapp eine Medaille. Mit der 4-mal-100-Meter-Staffel erreichte sie den fünften Platz. Im August 2017 gewann sie bei den Südostasienspielen in Kuala Lumpur die Silbermedaillen über 100 und 200 Meter hinter der Vietnamesin Lê Tú Chinh und belegte mit der Sprintstaffel den fünften und somit letzten Platz.
2018 nahm sie an den Hallenasienmeisterschaften in Teheran teil und schied dort über 60 Meter in der Vorrunde aus. Anfang April erreichte sie bei den Commonwealth Games im australischen Gold Coast das Halbfinale über 100 Meter und schied dort mit 11,84 s aus. Anschließend erreichte sie bei den Asienspielen in Jakarta mit 11,61 s den achten Platz im 100-Meter-Lauf. Im Jahr darauf belegte sie bei den Südostasienspielen in Capas in 11,84 s den sechsten Platz und erreichte mit der Staffel in 45,25 s Rang vier. Sie gewann aber in der gemischten 4-mal-100-Meter-Staffel in 42,20 s die Bronzemedaille hinter den Teams von den Philippinen und aus Thailand. 2022 belegte sie bei den Südostasienspielen in Hanoi in 24,07 s den fünften Platz über 200 Meter und gelangte mit 12,11 s auf Rang acht über 100 Meter. Zudem gewann sie mit der 4-mal-100-Meter-Staffel in 45,32 s die Bronzemedaille hinter den Teams aus Thailand und Vietnam. Im Jahr darauf gewann sie bei den Südostasienspielen in Phnom Penh in 23,60 s die Bronzemedaille über 200 Meter hinter Shanti Pereira aus Singapur und Trần Thị Nhi Yến aus Vietnam. Zudem belegte sie in 11,83 s den vierten Platz über 100 Meter und gewann mit der Staffel die Bronzemedaille hinter den Teams aus Thailand und Vietnam. Im Juli verpasste sie bei den Asienmeisterschaften in Bangkok mit 11,67 s den Finaleinzug über 100 Meter und belegte mit der Staffel in 45,56 s den fünften Platz. Ende September schied sie bei den Asienspielen in Hangzhou mit 12,11 s im Vorlauf über 100 Meter aus und verpasste auch über 200 Meter mit 24,86 s den Finaleinzug. Zudem gewann sie mit der Staffel in 45,01 s gemeinsam mit Azreen Nabila Alias, Nur Afrina Batrisyia und Shereen Vallabouy die Bronzemedaille hinter den Teams aus der Volksrepublik China und Thailand. 2024 stellte sie mit 11,49 s in Kangar einen malaysischen Landesrekord über 100 Meter auf und im Jahr darauf belegte sie bei den Asienmeisterschaften in Gumi in 12,01 s den achten Platz über 100 Meter und gelangte mit der Staffel mit 44,75 s auf Rang sechs.
In den Jahren 2013, 2018 und 2024 wurde Zulkifli malaysische Meisterin über 100 Meter sowie 2018 auch über 200 Meter und mit der 4-mal-100-Meter-Staffel. Sie absolvierte ein Sportstudium an der Putra Universität Malaysia.

## Persönliche Bestleistungen
- 100 Meter: 11,49 s (+0,2 m/s), 12. Oktober 2024 in Kangar (malaysischer Rekord)
  - 60 Meter (Halle): 7,61 s, 19. Februar 2016 in Doha
- 200 Meter: 23,56 s (0,0 m/s), 8. Mai 2023 in Phnom Penh